# タチアナ・アニシモワ
タチアナ・アニシモワ（ロシア語: Татья́на Ани́симова、ローマ字:Tatyana Anisimova、1949年10月19日 - ）は、ソビエト連邦の陸上競技選手。100mハードルを専門とした選手で、1976年モントリオールオリンピックの銀メダリストである。ロシア共和国チェチェン・イングーシ自治共和国グロズヌイ出身。

## 経歴
アニシモワは、初めて国際大会に姿を現した1971年のヨーロッパ選手権では、13秒69で8位に終わっている。このときは旧姓のポルボヤロワと名乗っていた。3年後のヨーロッパ選手権では13秒16で6位、翌1975年のユニバーシアードでは13秒64で3位に入賞している。
初めてのオリンピックとなった1976年モントリオールオリンピックでは、東ドイツのヨハンナ・シャラーに100分の1秒及ばなかったものの、12秒78で銀メダルを獲得。3位の同じソ連のナタリア・レベデワとも100分の2秒差と激戦であった。1977年のユニバーシアードでは、ポーランドのグラジナ・ラブシチンに次いで銀メダルを獲得。1978年のヨーロッパ選手権では、12秒67の自己ベストを出したものの、モントリオール大会と同じくシャラーに次いで銀メダルとなっている。
2大会連続出場となった、1980年モスクワオリンピックは、予選で世界記録保持者のラブシチン、前回金メダルのシャラーと同じ組となり3位で通過したが、けがのため準決勝を走ることなくリタイアしている。しかし、翌1981年のワールドカップ陸上では復活し優勝を果たしている。
4大会連続出場となった、1982年のヨーロッパ選手権では13秒06で7位となり、また4×100mリレーにも第1走者として出場したものの5位に終わっている。

## 主な実績
| 年   | 大会                     | 場所                     | 種目         | 結果    | 記録   |
| ---- | ------------------------ | ------------------------ | ------------ | ------- | ------ |
| 1971 | ヨーロッパ陸上選手権     | ヘルシンキ(フィンランド) | 100mハードル | 8位     | 13秒7  |
| 1974 | ヨーロッパ陸上選手権     | ローマ(イタリア)         | 100mハードル | 6位     | 13秒16 |
| 1975 | ヨーロッパ室内陸上選手権 | カトヴィツェ(ポーランド) | 60mハードル  | 3位     | 8秒21  |
| 1975 | ユニバーシアード         | ローマ(イタリア)         | 100mハードル | 3位     | 13秒64 |
| 1976 | オリンピック             | モントリオール(カナダ)   | 100mハードル | 2位     | 12秒78 |
| 1977 | ユニバーシアード         | ソフィア(ブルガリア)     | 100mハードル | 2位     | 13秒03 |
| 1978 | ヨーロッパ陸上選手権     | プラハ(チェコスロバキア) | 100mハードル | 2位     | 12秒67 |
| 1979 | IAAFワールドカップ       | モントリオール（カナダ） | 100mハードル | 2位     | 12秒75 |
| 1980 | オリンピック             | モスクワ(ソビエト連邦)   | 100mハードル | -（sf） | DNS    |
| 1981 | ヨーロッパ室内陸上選手権 | グルノーブル(フランス)   | 50mハードル  | 3位     | 6秒81  |
| 1981 | IAAFワールドカップ       | ローマ(イタリア)         | 100mハードル | 1位     | 12秒85 |
| 1982 | ヨーロッパ陸上選手権     | アテネ(ギリシャ)         | 100mハードル | 7位     | 13秒06 |
| 1982 | ヨーロッパ陸上選手権     | アテネ(ギリシャ)         | 4×100mリレー | 5位     | 43秒39 |